# عزبة يعقوب
قرية عزبة يعقوب هي إحدى القرى التابعة لمركز شبراخيت في محافظة البحيرة في جمهورية مصر العربية. حسب إحصاءات سنة 2006، بلغ إجمالي السكان في عزبة يعقوب 538 نسمة، منهم 288 رجل و250 امرأة.